# سينالبن
سينالبن هو غلوكوسينولات يتم العثور عليه في بذور الخردل الابيض، وسينابيس ألبا وفي العديد من أنواع البذور البرية. على النقيض من الخردل من بذور الخردل الأسود (Brassica nigra) التي تتضمن على السنغرين ، فإن الخردل من بذور الخردل الأبيض فقط طعم لاذع فيه.

## نبذة
يتم استقلاب سينالبين لتشكيل زيت الخردل 4-هيدروكسي بنزويل أيزوسيوسيانات بواسطة إنزيم ميروسيناز. الطعم الأقل حدة للخردل الأبيض هو لأن 4-هيدروكسي بنزويل أيزوسيوسيانات غير مستقر ويتحلل إلى 4- كحول هيدروكسي بنزيل وأيون ثيوسيانات ، وهي ليست نفاذة. هي ليست لاذعة. يعتمد نصف عمر الأيزوثيوسيانات على الرقم الهيدروجيني للحل - أطول وقت هو 321 دقيقة عند الرقم الهيدروجيني3، وأقلها 6 دقائق عند الرقم الهيدروجيني 6.5.